# Kiko Martínez
Kiko Martínez est un boxeur espagnol né le 7 mars 1986 à Alicante.

## Carrière
Passé professionnel en 2004, il devient champion d'Europe EBU des poids super-coqs entre 2006 et 2008 et entre 2010 et 2013 (en battant notamment deux fois Arsen Martirosyan) puis champion du monde IBF de la catégorie le 17 août 2013 après sa victoire par arrêt de l'arbitre au 6e round face à Jonathan Romero. Martinez conserve son titre le 20 décembre 2013 en battant Jeffrey Mathebula par KO au 9e round puis le 23 avril 2014 Hozumi Hasegawa par arrêt de l'arbitre au 7e round. Il est en revanche battu aux points par le britannique Carl Frampton le 6 septembre 2014 ainsi que lors de trois autres championnats du monde contre Scott Quigg, champion WBA des super-coqs, en 2015 ; Leo Santa Cruz, champion WBA des poids plumes, en 2016 et Gary Russell Jr., champion WBC de la catégorie, en 2019.
Le 13 novembre 2021, Martinez revient sur le devant de la scène en s'emparant de la ceinture IBF des poids plumes après sa victoire par arrêt de l'arbitre au 6e round contre Kid Galahad. Martinez perd le combat suivant par arrêt de l'arbitre au 7e round contre Josh Warrington le 26 mars 2022.

## Référence
1. ↑  (en) Jhonatan Romero vs. Kiko Martínez (boxrec.com)